# Zbór Śląskiego Kościoła Ewangelickiego Augsburskiego Wyznania w Hawierzowie-Suchej
Zbór Śląskiego Kościoła Ewangelickiego Augsburskiego Wyznania w Suchej Średniej – zbór (parafia) luterańska w Hawierzowie, w dzielnicy Sucha Średnia, należący do senioratu cieszyńsko-hawierzowskiego Śląskiego Kościoła Ewangelickiego Augsburskiego Wyznania, w kraju morawsko-śląskim, w Czechach. W 2017 liczył 320 wiernych.
Sucha należała uprzednio do zboru w Błędowicach. W 1852 otwarto w Suchej szkołę ewangelicką a w 1860 powstał cmentarz ewangelicki. W latach 1924-1925 wybudowano murowaną kaplicę, w 1937 przebudowaną w obecny kościół. Po drugiej wojnie światowej administrował tu pastor Jerzy Czyż. 14 stycznia 1949 na mocy wydanego urzędowego listu kościelnego powstał samodzielny zbór, liczący około 3500 ewangelików. Miejscowość jak i zbór ucierpiały na skutek szkód górniczych. Wiele z budynków nie przetrwało, a kościół i cmentarz opadły 17 metrów niżej niż pierwotnie. Na początku lat 90. zbór odzyskał budynek szkoły ewangelickiej z 1929, upaństwowionej w 1960. Po remoncie umieszczono w niej dom zborowy i kancelarię. Od 2003 do 2011 zbór był siedzibą senioratu cieszyńsko-hawierzowskiego.